# ステン・コノウ

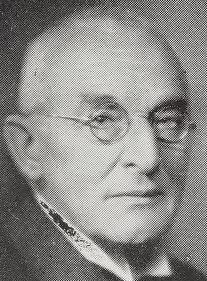
Sten Konow.

ステン・コノウ（Sten Konow (ノルウェー語発音: [steːn koˈnoːv])、1867年4月17日 – 1948年6月29日）は、ノルウェーのインド学者。

## 生涯
コノウは1884年にオスロ大学（当時はクリスチャニア大学）に入学し、文献学を学ぶかたわらサンスクリットを学んだ。ハレ大学とベルリン大学でインド学とインド・ヨーロッパ語族比較言語学を学び、1893年に「サーマヴィダーナ・ブラーフマナ」に関する論文でハレ大学の博士の学位を得た。1894年からベルリン王立図書館につとめ、1896年にはオスロ大学のインド文献学講師（1899年に準教授、1910年に主任教授）の職についた。1937年に退官した。その間1914年から1919年までの間はハンブルク大学で教えた。
1900年からG・A・グリアソンのインド言語調査に助手として参加した。インド言語調査は全17部からなる大著にまとめられたが、うち6部相当(2,640ページ)をコノウが編集した。コノウの担当部分にはチベット・ビルマ語族（69言語）、ムンダ語派（6言語）、ドラヴィダ語族（6言語）、ジプシーの言語、およびそれ以外のインド・ヨーロッパ語族（3言語）を含む。
プラークリットの研究では、1901年にラージャシェーカラ『カルプーラ・マンジャリー』の校訂版を出版した。
1906年から1908年にかけてインドに滞在し、碑文の発掘研究を行った。コノウはまた中央アジアの古い言語、とくにホータン・サカ語を研究した。
コノウは1922年に学術雑誌『Acta Orientalia』を創刊し、没するまでその主編をつとめた。同年コノウはノルウェー東洋学会を創立し、その会長をつとめた。